# 연세중학교
연세중학교(延世中學校)는 대한민국 경기도 남양주시 조안면 송촌리에 있는 사립 중학교이다.

## 학교 연혁
- 1964년 12월 8일 : 학교법인 밀알학원 설립인가
- 1965년 3월 5일 : 초대 이영래 교장 취임, 연세중학교 설립인가
- 1968년 2월 29일 : 연세중학교 제1회 졸업
- 2001년 7월 2일 : 학교급식소 준공
- 2003년 6월 19일 : 실외 배드민턴 준공
- 2010년 4월 28일 : 카누부 창단
- 2017년 6월 28일 : 야구부 창단
- 2018년 3월 1일 : 제8대 한기묵 교장 취임
- 2020년 5월 1일 : 소운동장 잔디밭 조성
- 2022년 1월 12일 : 연세중학교 제55회 졸업(총 1,729명)

## 참고 자료
- 연세중학교 - 한국교육학술정보원 학교알리미